# Seznam filozofinj
Ta seznam vsebuje najpomembnejše filozofinje. V seznamu filozofinj so upoštevane še mistikinje, pisateljice, pesnice, znanstvenice in učenjakinje s filozofskimi vsebinami.

## A
- Agnesi, Maria Gaetana (Italija, 1718 - 1799)
- Anandamaji Ma [Anandamayi Ma] (Indija, 1896 - 1982)
- Anscombe, Elizabeth (Anglija, 1919 – 2001)
- Arendt, Hannah (Nemčija, 1906 - 1975)
- Aspazija iz Mileta (Antična Grčija, 470 - 410 pr. n. št., Periklova žena, modrijanka, Platonov lik)
- Astell, Mary (Anglija, 1666 – 1731, empiristka)
- Marx Aveling, Eleanor (Nemčija, Anglija, 1855 - 1898)

## B
- Ban Džao [Pan Chao], (Kitajska, 45–116)
- Beauvoir, Simone de (Francija, 1908–1986)
- Bocchi, Dorotea (Italija, 360–1436)
- Butler, Judith (ZDA, 1956–danes)

## C
- Mary Whiton Calkins (ZDA, 1863 - 1930)
- Nancy Cartwright (ZDA, 1944 - )
- Émilie du Châtelet (Francija, 1706 – 1749)
- Margaret Cavendish (Anglija, 1623 – 1673, epikurejka)
- Patricia Churchland (ZDA, 1943 - )
- Catharine Cockburn (Anglija, 1679 – 1749, empiristka)
- Anne Conway (Anglija, 1631 – 1679, dopisovala z Leibnizom)

## D
- Diotima iz Mantineje (Platonov lik modrijanke)
- Michele Le Doeuff (Francija, 1948 - )

## E
- George Eliot (Anglija, 1819 – 1880, materialistka)
- Elizabeta Stuart (Češka kraljica, 1596 – 1662, dopisovalka z Descartesom)

## F
- Anna Freud (Avstrija, 1895 – 1982, psihoanalitičarka)
- Marilyn Ferguson (ZDA, 1938 - 2008, new age teoretičarka)
- Philippa Foot (VB, 1920 - 2010, analitična filozofinja)
- Nancy Fraser (ZDA, 1947 - )

## G
- Gargi Vačaknavi [Gargi Vachaknavi], (vedska modrijanka v Brihadaranjaka upanišadi)
- Zinajda Nikolajevna Gippius (Rusija, 1869 - 1945, literarna simbolistka)
- Emma Goldman (Litva, 1869 – 1940, anarhistka)
- Olympe de Gouges (Francija, 1745 - 1793, revolucionarka)
- Marie de Gournay (Francija, 1565 – 1645, humanistka, skeptikinja)
- Madame Guyon (Francija, 1648 – 1717, mistikinja)

## H
- Susan Haack (ZDA, 1945 - )
- Hadewijch (Belgija, 13. stol., mistikinja)
- Heloiza (Francija, 12. stol., Abelardova učenka)
- Hildegarda iz Bingna (Nemčija, 1098 - 1179)
- Hiparhija (Antična Grčija, 3. stol. pr. n. št., kinikinja)
- Hipatija (Aleksandrija, Rimsko cesarstvo, 370 - 415)
- Karen Horney (Nemčija, ZDA, 1885 - 1952, psihoanalitičarka)

## I
- Luce Irigaray (Belgija, 1930/2? - )

## K
- Nicole C. Karafyllis (Nemčija, 1970)
- Julia Kristeva (Bolgarija, 1940)
- Kristina Švedska (1626 – 1689, Švedska kraljica, Descartesova učenka)
- Nadežda Konstantinovna Krupskaja (1869 – 1939, Rusija, revolucionarka, Leninova soproga)

## L
- Lakšminkara Devi [Lakshminkara Devi] (Indija, Bengalija, 9. stol., budistična tantristka)
- Lalešvari [Lalleshwari] (Indija, Kašmir, 1320 - 1392, mistična častilka Šive)
- Susanne Langer (ZDA, 1895 - 1985, neokantovka)
- Béatrice Longuenesse (ZDA, 1950 - , neokantovka)
- Ada Lovelace (Anglija, 1815 – 1852)
- Rosa Luxemburg (Nemčija, 1871 - 1919)

## M
- Maitreji  [Maitreyi] (vedska modrijanka v Brihadaranjaka upanišadi)
- Harriet Martineau (Anglija, 1802 – 1876, socialna kritičarka)
- Damaris Masham (Anglija, 1659 – 1708, empiristka)
- Mary Midgley (Anglija, 1919 - ,  kontra Dawkinsu)
- Maria Montessori (Italija, 1870 - 1952)
- Chantal Mouffe (Belgija, 1943 - )
- Iris Murdoch (Irska, 1919 – 1999)

## N
- Olga Hahn-Neurath (Austria, 1882 – 1937, udeleženka Dunajskega kroga, žena Otta Neuratha)
- Nikarete iz Megare (*/†4. stoletje)
- Sister Nivedita [Margaret Noble] (Anglija, Indija, 1867 – 1911, učenka Vivekanande)
- Martha Nussbaum (ZDA, 1947 - )

## P
- Madeleine Pelletier (Francija, 1874 – 1939, psihiatrinja, anarhistka)
- Elena Piscopia (Italija, 1646 - 1684, matematičarka)
- Christine de Pizan (Francija, 1363 – 1434, ena redkih humanistk)

## R
- Rabia Basri (Irak, 717–801, sufinja)
- Ayn Rand (Rusija, ZDA, 1905 - 1982)
- Rose Rand (Avstrija, 1903 – 1980, udeleženka Dunajskega kroga)
- Annie Reich (Avstrija, 1902–1971, psihoanalitičarka)
- Rupa Bhawani (Indija, Kašmir, 1681 - 1771, mistična pesnica)

## S
- Margaret Sanger, (ZDA, 1879 – 1966, politična aktivistka)
- Debra Satz (ZDA, filozofinja spolov)
- Dorothea von Schlegel (Nemčija, 1764 - 1839)
- Johanna Schopenhauer (Nemčija, 1766 – 1838)
- Anna Maria van Schurman (Nizozemska, 1607 – 1678, učenjakinja)
- Mary Shelley (Anglija, 1797 – 1851, novelistka)
- Gertrud Simmel (Nemčija, 1858 – 1918)
- Alma Sodnik (Slovenija, 1896 - 1965)
- Susan Sontag [Susan Rosenblatt] (ZDA, 1933 - 2004)
- Sosipatra (Rimska Grčija, 4. stol., neoplatonistka)
- Edith Stein (Nemčija, 1891 – 1942, Husserlova učenka)
- Isabelle Stengers (Belgija, 1949 - , filozofija znanosti in holizem)
- Gabrielle Suchon (Francija, 1631-1703, katoliška feministka)
- Sun Buer [Sun Pu-erh], (Kitajska, 1124 - 1182, daoistka)

## Š
- Murasaki Šikibu (Japonska, 970 - 1031, novelistka)

## T
- Harriet Taylor (Anglija, 1807 – 1858, žena in vpliv na Johna Stuarta Milla)
- Terezija Avilska (Španija, 1515 - 1582, mistikinja)
- Marija Todorova (Bolgarija, 1949 - , balkanske študije)

## U
- Uma (vedska modrijanka v Kena Upanišadi)

## V
- Victoria, dama Welby (Anglija, 1837–1912, filozofija jezika)

## W
- Wei Hua-Ts'un (Kitajska, 4. stoletja, taoistka}
- Simone Weil (Francija, 1909-1943)
- Mary Wollstonecraft (Anglija, 1759 - 1797)
- Wu Cailan [Wu Ts'ailuan] (Kitajska, 9. stol., taoistka)

## Y
- Yeshe Tsogyel (Tibet, 757 - 817, na pol mitična tantristka)

## Z
- Clara Zetkin (Nemčija, 1857 - 1933)